# Yahoo! Messenger
Yahoo! Messenger, también conocido como Yahoo! Instant Messaging y abreviado como YIM, fue un cliente de mensajería instantánea, es decir, una aplicación que permitió el intercambio en tiempo real de mensajes entre dos o más usuarios en forma de texto o videollamada (si los dos usuarios disponían de una webcam).
La versión de escritorio fue dada de baja el 31 de agosto de 2016, mientras las versiones móviles y web dejaron de recibir soporte por parte de Yahoo! a partir del 17 de julio de 2018.

## Características
Fue por años uno de los sistemas de mensajería instantánea más comunes y populares, junto con Windows Live Messenger. Lo hizo muy popular la facilidad de comunicación que se permite entre dos personas, sin importar la distancia entre las mismas, dado que el servicio era completamente gratuito para cualquier persona con acceso a Internet.
Al igual que otros programas en esta categoría, extiendió sus capacidades mucho más allá de un simple intercambio de mensajes de texto en tiempo real, dos usuarios podían intercambiar también archivos de cualquier tipo por medio del programa, escuchar música mientras conversan e incluso utilizar una cámara web. El servicio era gratuito y proveía siempre de una velocidad constante de 1 a 2 frames por segundo. La resolución de imagen estababa entre los 320×240 píxeles y (160×120) para ver en tiempo real a la persona con quien se conversaba. A partir de la versión 8.0 Yahoo Messenger añadió la posibilidad de que los usuarios hicieran sus propios plugins. Se podían escuchar los servicios gratuitos de radio y de pago por Internet. El plugin permitía interactuar como si fuera un reproductor normal de radio o música.
Yahoo! Messenger permitía mantener una lista de contactos de las personas que iban agregado a ella, haciendo de esta manera una fácil visualización de quien se encontraba conectado al sistema de mensajería en determinado momento. Además de una conversación usuario-usuario, Yahoo! Messenger permitía crear una sala de conversación comúnmente conocida como chat donde se mantenía una conversación instantánea entre más de dos usuarios.

Yahoo Logo

En su última versión, permitía la llamada a teléfonos fijos y móviles de todo el mundo, con una calidad de voz muy similar a la de Skype. A mediados de 2006 tanto la plataforma de Windows Live Messenger como la de Yahoo! se integraron buscando formar la red de mensajería instantánea más grande del mundo en su momento. La posibilidad de recibir llamadas de teléfono a tu Pc estaba solo disponible en Francia, Inglaterra y EEUU. Disponible también para la plataforma Mac OS X. Hay varios juegos y aplicaciones para Yahoo Messenger que eran accesibles mediante la ventana de conversación, en el icono de juegos. Era necesario tener Java.
El 17 de julio de 2018 anunció su cierre definitivo.

## Funciones del mensajero de Yahoo
- Mensajería instantánea: enviar mensajes de texto a tus contactos de correo Yahoo a tus contactos de Windows Live™ Messenger.
- Salas de chat: Diferentes salas de chat para poder hablar de diferentes temas.
- Compartir fotos: Compartir las fotos de tu ordenador con tus contactos.
- Llamadas de Pc a Pc: hacer llamadas a otros usuarios de Yahoo Messenger o de tu correo Yahoo. Hablar con cualquier usuario de Yahoo. Necesitabas micrófono y auriculares.
- Número de teléfono para el Messenger: Permitía recibir llamadas en Yahoo! Messenger.
- Webcam: Webcam para Videollamadas.
- Conferencias: Intercambio de mensajes con varios amigos a la vez en una sala de conferencia (incluía la función de voz, en caso disponible).
- Chatear desde otras redes sociales: enviar mensajes a otros usuarios de diferentes redes sociales como Windows Live™ Messenger, Reuters Messaging o Lotus Sametime.
- Envío de archivos: Envía hasta 2GB mientras hablas con un amigo.
- Barra de acceso rápido para localizar contactos: Es una forma rápida de encontrar un contacto.
- Invisibilidad y privacidad: Daba margen al usuario de decidir quién quiere que lo vea como conectado y quién como desconectado.
- Reenvío de llamadas: Las llamadas entrantes eran reenviadas a otro número.
- Alertas: Recibir un aviso cuando llega un mensaje de correo electrónico nuevo y recibir mensajes que hubieran dejado tus amigos en tu ausencia.
- Archivo de guardado: guardaba en un fichero todas las conversaciones de chat.